# Robert Hansen
Robert Christian Hansen (ur. 15 lutego 1939 w Estherville, zm. 21 sierpnia 2014 w Anchorage) – amerykański seryjny morderca. W latach 1971–1983 zamordował w okolicach Anchorage na Alasce 17 kobiet, choć policja podejrzewa, że ofiar było 21.

## Życiorys
Przez cały okres dzieciństwa i dojrzewania Hansen był samotnikiem z wiecznym trądzikiem na twarzy oraz uporczywym jąkaniem się. Często padał też ofiarą brutalnego ojca i despotycznej matki. Z powodu ignorowania go przez atrakcyjne dziewczyny ze szkoły, znienawidził je i fantazjował o dokonaniu na nich zemsty.

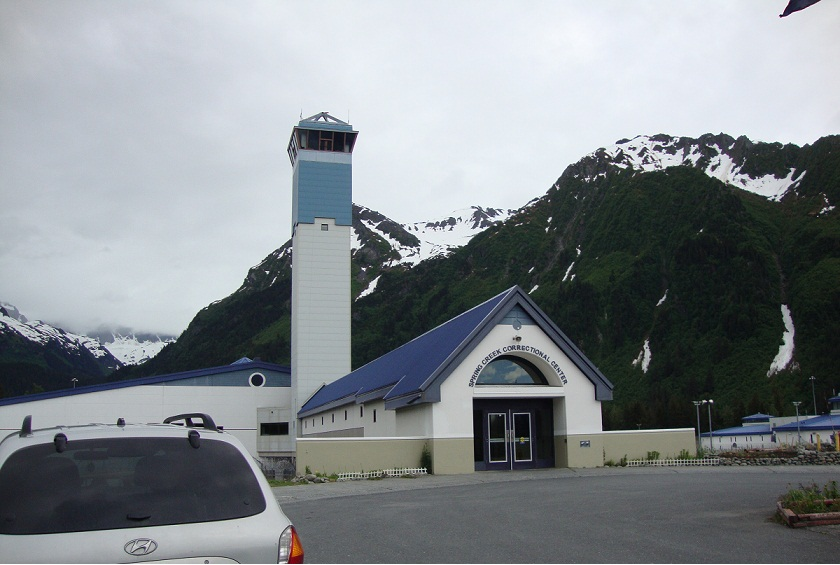
Spring Creek Correctional Center - zakład karny, m.in. w którym Robert Hansen odbywał karę pozbawienia wolności

W 1960 roku wziął ślub. W grudniu tego samego roku Hansen podpalił garaż dla autobusu szkolnego, za co trafił na 20 miesięcy do więzienia. W czasie pobytu w więzieniu Hansen rozwiódł się, jednak w 1963 ponownie wziął ślub. Przez kilka następnych lat Hansen wielokrotnie trafiał do więzienia za kradzieże. W 1967 roku razem z drugą żoną wyjechał na Alaskę, gdzie osiadł na stałe. Wkrótce stał się znanym w okolicy myśliwym. W 1977 roku zdiagnozowano u niego chorobę afektywną dwubiegunową, jednak nigdy nie skierowano go na żadne leczenia. Pod koniec lat 70. XX wieku otworzył piekarnię.

## Zbrodnie
Pierwszych morderstw dokonał w 1971 roku. Jego ofiarami padały głównie prostytutki. Hansen porywał kobiety, gwałcił i wywoził do lasów w okolicach rzeki Knik River, gdzie dokonywał rytualnego polowania na kobiety. Gdy wytropił ofiarę, mordował ją strzałem z karabinu Ruger Mini-14.
13 czerwca 1983 roku na policję zgłosiła się Cindy Paulson – prostytutka, która twierdziła, że Hansen porwał ją i zgwałcił. Hansen zaprzeczał wszelkim zarzutom. Wówczas detektywi skojarzyli porwanie Cindy Paulson z morderstwami kobiet w okolicach rzeki Knik River. Śledczy już wcześniej podejrzewali, że zabójca jest myśliwym i, co więcej, jako trofea zabiera rzeczy osobiste ofiar. Niebawem Hansen stał się głównym podejrzanym w sprawie morderstw. Policjanci w czasie przeszukania jego domu znaleźli biżuterię należącą do ofiar, wycinki z gazet na temat morderstw oraz kilkanaście sztuk broni palnej, w tym Rugera Mini-14.
Gdy Hansenowi przedstawiono dowody jego winy, przyznał się do czterech morderstw. Wkrótce zawarł ugodę z policją i ujawnił 17 miejsc ukrycia zwłok w dolinie rzeki Knik River. 27 lutego 1984 roku Robert Hansen został skazany na 499 lat pozbawienia wolności, bez możliwości zwolnienia warunkowego.
Zmarł 21 sierpnia 2014 r. w wieku 75 lat z przyczyn naturalnych wynikających z przewlekłych schorzeń.

## Ofiary Hansena
| Lp. | Ofiara             | Wiek      | Data              |
| --- | ------------------ | --------- | ----------------- |
| 1.  | Ceilia Van Zanten  | 17        | 22 grudnia 1971   |
| 2.  | Megan Emerick      | 17        | 7 lipca 1973      |
| 3.  | Mary Thill         | 23        | 5 lipca 1975      |
| 4.  | Roxanne Eastland   | 24        | 28 czerwca 1980   |
| 5.  | Joanne Messina     | 24        | 4 lipca 1980      |
| 6.  | Niezidentyfikowana | ok. 16-25 | 21 lipca 1980     |
| 7.  | Lisa Futrell       | 41        | 6 września 1980   |
| 8.  | Malai Larsen       | 28        | 27 czerwca 1981   |
| 9.  | Sherry Morrow      | 24        | 17 listopada 1981 |
| 10. | Andrea Altiery     | 25        | 2 grudnia 1981    |
| 11. | Sue Luna           | 23        | 26 maja 1982      |
| 12. | Angela Feddern     | 24        | 7 lutego 1983     |
| 13. | DeLynn Frey        | 17        | 20 marca 1983     |
| 14. | Teresa Watson      | ?         | 25 marca 1983     |
| 15. | Paula Golding      | 17        | 25 kwietnia 1983  |
| 16. | Cindy Paulson      | 17        | 13 czerwca 1983   |
| 17. | Robin Pelkey       | 19        | Nie ustalono      |